# Round Lake Heights
Round Lake Heights – wieś w Stanach Zjednoczonych, w stanie Illinois, w hrabstwie Lake.